# جينيفر ألفاريز
جينيفر ألفاريز (19 نوفمبر 1993 في كوبا - ) هي لاعبة كرة طائرة كوبا في مركز مهاجم ‏.